# Mosteiro de Alexandre Nevski
O Mosteiro de Alexandre Nevski (em russo: Александро-Невская лавра) foi fundado por Pedro I da Rússia em 1710 no fim oriental da Nevsky Prospekt, em São Petersburgo, na Rússia, que supunha que aquele era o local da batalha de Neva em 1240 quando Alexandre Nevski, um príncipe, derrotou os suecos. Entretanto, a batalha ocorreu realmente aproximadamente 19 quilómetros de distância desse local. "Em 5 de abril de 1713, em São Petersburgo, na presença de Pedro I, foi consagrada a Igreja de Madeira da Anunciação, considerada hoje como a data oficial de fundação do Mosteiro de Alexandre Nevski".
"As relíquias de São Alexandre Nevski foram solenemente transferidas de Vladimir para a nova capital da Rússia em 12 de setembro de 1724 por decreto de Pedro, o Grande". Nevsky se tornou patrono da recém-fundada capital da Rússia; Entretanto, o sarcófago de prata maciço de São Alexandre Nevski foi realocado durante a época soviética ao Museu Hermitage onde permanece até hoje (sem as relíquias).
Em 1797, o mosteiro foi elevado ao grau de Mosteiro, se tornando apenas o terceiro mosteiro na Igreja Ortodoxa Russa que recebeu essa designação, seguindo apenas o Mosteiro de Kiev-Petchersk e o Mosteiro da Trindade-São Sérgio.

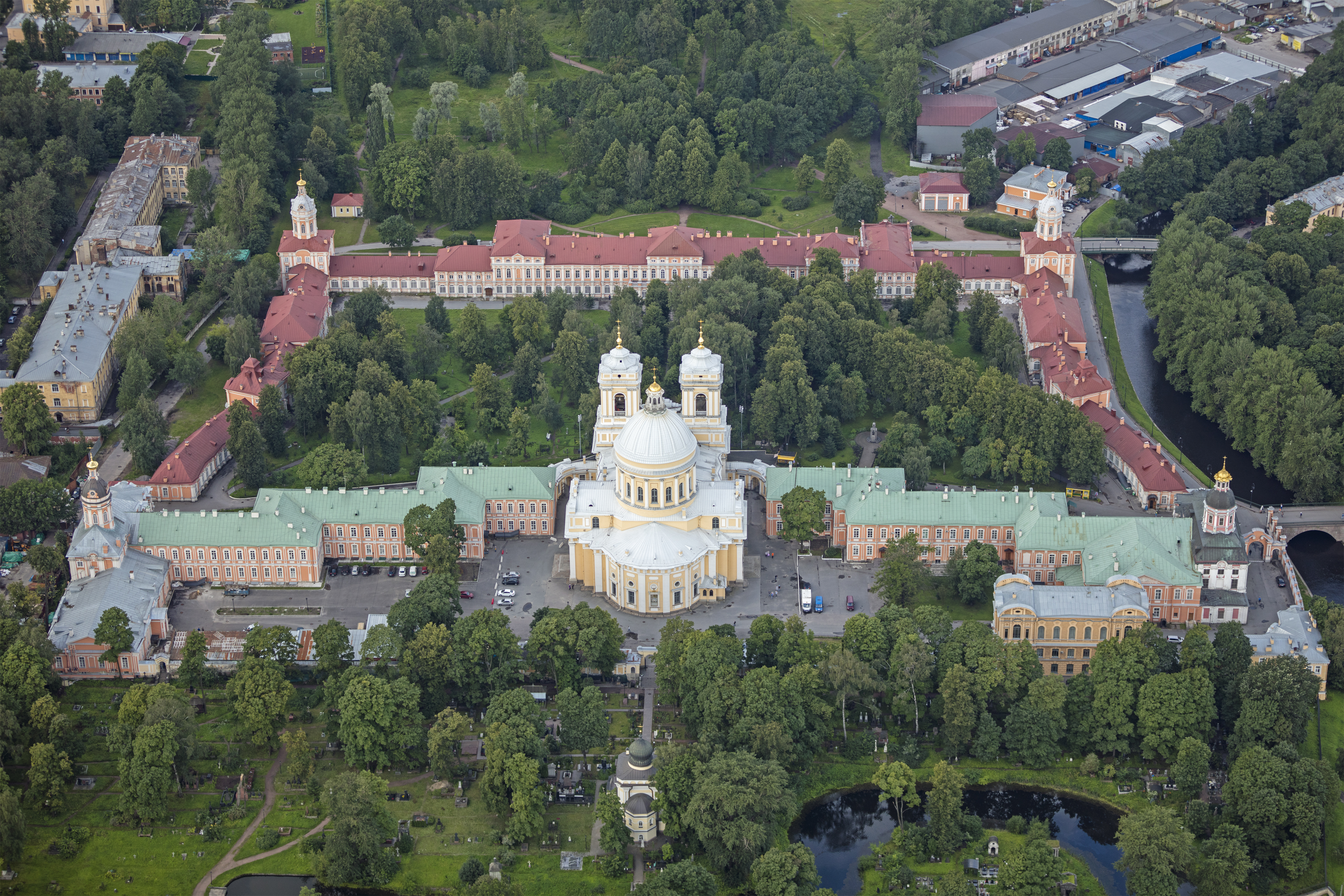
Imagem aérea do mosteiro.

Os terrenos do mosteiro contêm duas igrejas barrocas, projectadas pelo pai e filho Trezzini e construídas entre 1717 e 1722 e 1742 e 1750, respectivamente. Uma majestosa catedral neoclássica, construída entre 1778 e 1790 a um desenho de Ivan Starov e consagrada à Santíssima Trindade. Há numerosas estruturas de menor importância no mosteiro. Também contém os Cemitério Tikhvin e Lazarev, onde os túmulos ornamentados de Leonhard Euler, Mikhail Lomonosov, Alexandre Suvorov, Nikolay Karamzin, Modest Mussorgsky, Piotr Ilyich Tchaikovsky, Fiódor Dostoiévski, Karl Ivanovitch Rossi, o Príncipe Garsevan Chavchavadze, um aristocrata georgiano, Sergei Witte e de outros russos famosos são preservados.
Durante a Revolução Russa de 1917 , a Comissária Popular de Bem-Estar Social Kollontai quis converter o mosteiro em um "santuário para inválidos de guerra"; Ela enviou um grupo de marinheiros em 19 de janeiro de 1918, que foram recebidos por uma multidão irritada de fiéis, e depois de algumas hostilidades um sacerdote foi baleado e morto.
Hoje o Mosteiro de Alexandre Nevski está na Praça Alexander Nevsky, onde as pessoas podem comprar pão cozido pelos monges. Os visitantes também podem visitar a catedral e cemitérios por uma pequena taxa de admissão. Enquanto muitos dos túmulos estão situados atrás de grandes muros de concreto, especialmente aqueles de famosos russos, muitos podem ser vistos pelos transeuntes ao caminhar para a Rua Obukovskoy Oburony.